# Karl Korsch
Karl Korsch est un philosophe, enseignant, théoricien et militant du communisme de conseils, né le 15 août 1886 à Tostedt dans les landes de Lunebourg, et mort le  21 octobre 1961, à Cambridge aux États-Unis.

## Biographie
Karl Korsch est issu d’une famille de la classe moyenne. Son père est vice-président d'une banque à Meiningen, où Karl Korsch effectue ses études secondaires. Intéressé par la philosophie mais poussé par son père à faire du droit, il fait un compromis en choisissant d'étudier la jurisprudence et les aspects philosophiques du droit.
Il obtient en 1911 le titre de docteur en droit (« Doktor Juris ») de l’université d’Iéna. De 1912 à 1914, il est en Angleterre où il étudie et pratique les droits anglais et international.
D'abord influencé par le réformisme social, il contribue à des discussions sur la réforme juridique, la réforme agraire, l'éducation secondaire et l'émancipation des femmes, sans adopter une position explicitement socialiste. Après ses études, il rejoint la Fabian Society en Angleterre, appréciant son approche pratique du socialisme, mais sans adhérer pleinement au marxisme orthodoxe. Il critique alors le manque de plans concrets des socialistes pour une transition vers le socialisme, anticipant les difficultés rencontrées plus tard par le Parti social-démocrate d'Allemagne (SPD) au pouvoir.
La première guerre mondiale le ramène en Allemagne et il est incorporé dans l’armée allemande où il passe les quatre années suivantes : il y gagne deux blessures et subit dégradation et promotion militaires au gré des fluctuations politiques. Personnellement, il prend position contre la guerre, rejoint le Parti social-démocrate indépendant d'Allemagne (USPD), dont l’aile gauche crée en décembre 1918 le Parti communiste d'Allemagne (KPD).
Au cours de la révolution allemande, Karl Korsch participe à la création du conseil ouvrier de Meiningen.
Pendant la période 1919-1920, Karl Korsch transitionne vers des positions plus marxistes et élabore une approche distinctive de la socialisation des moyens de production en rejetant les perspectives réformistes, étatiques et syndicalistes. Contrairement aux bolcheviks et à la majorité du SPD, Korsch critique la socialisation étatique, affirmant que celle-ci augmenterait le pouvoir du gouvernement de manière excessive. Il plaide pour une socialisation qui intègre la participation directe des travailleurs dans la gestion des industries et la création d'institutions de coordination par les travailleurs eux-mêmes. Korsch s'oppose à la continuité du parlement comme institution politique durant la transition socialiste, et préfère un système où les conseils ouvriers joueraient un rôle central. Ses idées sont alors proches de celles des Guild Socialists en Angleterre, qui prônent une réorganisation industrielle autonome. Korsch écrit également sur la nécessité d'une éducation socialiste et de l'action continue de la classe ouvrière pour réussir la transition vers le socialisme.
Il commence à enseigner à l'Université d'Iéna comme conférencier à partir de 1919, puis comme Professeur en titre à partir de 1924.
Karl Korsch devint député à la diète de Thuringe, brièvement ministre de la justice de cet État en octobre 1923 (le gouvernement ouvrier dura presque trois semaines), et de 1924 à 1928 député au Reichstag. Il fut également rédacteur en chef de l'organe théorique du KPD : Die Internationale (fondé en 1915 par Rosa Luxemburg).
Hostile à l’évolution de plus en plus opportuniste de l’Internationale communiste, Korsch, dont la connaissance et la compréhension de la théorie marxienne étaient supérieures à celles de la plupart des théoriciens officiels du parti[réf. nécessaire], ne pouvait qu’entrer rapidement en conflit avec l’idéologie officielle du parti bolchevique. En 1923, il publie Marxisme et philosophie, qui marque sa rupture avec le léninisme. Ce livre lui vaudra d’être dénoncé par l’Internationale Communiste en 1924. Il publie la même année une « anti-critique » dans laquelle il ré-affirme la pertinence de ses thèses de 1923.
Son opposition de plus en plus forte l’amène à démissionner de la direction de Die Internationale, et à participer à l’organisation de l’aile gauche du KPD, qui crée un courant, « Entschiedene Linke », et la revue Kommunistische Politik. Il est exclu du KPD en mai 1926. Il crée alors avec d’autres députés communistes exclus et dissidents un groupe parlementaire, le « Linke Kommunisten », qui réunira jusqu’à 15 députés au Reichstag.
Korsch rejoint l’opposition conseilliste allemande, se met en relation avec le groupe russe « Centralisme Démocratique », et entretient des contacts avec le Parti communiste ouvrier d'Allemagne (KAPD) et l’opposition d’extrême-gauche présente au sein du SPD.
L’arrivée de Hitler au pouvoir, en 1933, contraint Korsch à quitter l’Allemagne. Il passe en Angleterre, réside pour une courte période au Danemark, puis, en 1936, émigre aux États-Unis. Tout en exerçant une charge d’enseignement à la Nouvelle-Orléans, Korsch, pendant les années passées en Amérique, se consacre à la théorie marxienne. En Amérique comme en Allemagne, son influence principale fut celle de l’éducateur. Ses amis, respectueusement, l’appelaient le « Lehrer ». Ses connaissances encyclopédiques, son acuité d’esprit le désignaient pour ce rôle particulier bien qu’il eût préféré être « au cœur des choses », c’est-à-dire mêlé aux luttes réelles pour le bien-être et l’émancipation de la classe ouvrière, à laquelle il s’identifiait.
En 1936, il soutint les communistes libertaires durant la révolution espagnole.
Selon les conceptions de Korsch, le marxisme ne constitue ni une philosophie matérialiste positiviste, ni une science positive. Toutes ses propositions sont spécifiques, historiques et concrètes, y compris celles qui ont l’apparence de l’universel. Même la philosophie dialectique de Hegel, dont la critique servit de point de départ à l’œuvre de Karl Marx, ne peut être correctement comprise que si on la relie à la révolution sociale et que si on la considère, non comme une philosophie de la révolution en général, mais seulement comme l’expression, dans le domaine des idées, de la révolution bourgeoise. Et comme telle, elle ne traduit pas le processus entier de cette révolution, mais seulement sa phase terminale, comme on peut le voir dans son accord avec les réalités immédiates.

## Œuvre
- Marxisme et philosophie [« Marxismus und Philosophie »]  (trad. Claude Orsoni), Paris, Éditions de Minuit, 1964 (réimpr. 1968, 1972, 1976), 187 p.
- Karl Marx  (trad. Serge Bricianer), Paris, Éditions Champ libre, 1971 (réimpr. 1976, 2002), 287 p.
- Qu'est-ce que la socialisation ?, 1971, 32 p.
- L'Anti-Kautsky ou La conception matérialiste de l'histoire [« Die materialistische Geschichtsauffassung »]  (trad. Alphé Marchadier), Paris, Éditions Champ libre, 1973, 203 p.
- Marxisme et contre-révolution : dans la première moitié du XXe siècle  (trad. Serge Bricianer), Paris, Seuil, 1975, 283 p.
- Au coeur de la conception matérialiste de l'histoire, Paris, Spartacus, 1979, 55 p.
- La Guerre et la révolution [« War and revolution »], Paris, Ab irato, 2001, 32 p.
- Notes sur l'histoire  (trad. Claude Orsoni), Toulouse, Smolny, 2011Contient les deux articles « World Historians » et « Notes On History » (1942)
- Marxisme et philosophie [« Marxismus und Philosophie »]  (trad. Baptiste Dericquebourg), Paris, Éditions Allia, 2012, 166 p.
- Livre des abolitions et autres textes [« Buch der Abschaffungen »]  (trad. Robert Ferro), Toulouse, L'Asymétrie, 2024, 184 p.